# Čebovce
Čebovce é um município da Eslováquia, situado no distrito de Veľký Krtíš, na região de Banská Bystrica. Tem 16,21 km² de área e sua população em 2018 foi estimada em 1.083 habitantes.

## Demografia
| Ano:        | 1994 | 2004   | 2014   | 2024   |
| ----------- | ---- | ------ | ------ | ------ |
| Broj ljudi: | 1079 | 1029   | 1072   | 1009   |
| Razlika:    |      | -4,63% | +4,17% | -5,87% |

| Ano:               | 2023 | 2024   |
| ------------------ | ---- | ------ |
| Número de pessoas: | 1013 | 1009   |
| Diferença:         |      | -0,39% |